# Partido Social-Democrata Operário Letão
O Partido Social-Democrata Operário Letão (em letão: Latvijas Sociāldemokrātiskā Strādnieku Partija, LSDSP) é um partido político da Letónia.
O partido foi fundado em 1918, e, apesar de, nas décadas de 1920 e 1930, ter sido um dos grandes partidos da Letónia, após a restauração da independência letã, em 1991, nunca mais recuperou o protagonismo de outrora.
O partido segue uma linha social-democrata, sendo, observador do Partido Socialista Europeu e, membro da Internacional Socialista desde 1994.

## Resultados eleitorais

### Eleições parlamentares
| Data                  | Cl.           | Votos         | %             | +/-           | Deputados     | +/-           | Status            |
| --------------------- | ------------- | ------------- | ------------- | ------------- | ------------- | ------------- | ----------------- |
| 1920                  | 1.º           | 274 877       | 38,8          | Novo          | 57 / 150      | Novo          | Governo           |
| 1922                  | 1.º           | 241 927       | 30,6          | 8,2           | 30 / 100      | 27            | Oposição          |
| 1925                  | 1.º           | 260 987       | 31,4          | 0,8           | 32 / 100      | 2             | Oposição          |
| 1928                  | 1.º           | 226 340       | 24,3          | 7,1           | 25 / 100      | 7             | Oposição          |
| 1931                  | 1.º           | 186 000       | 19,2          | 5,1           | 21 / 100      | 4             | Oposição          |
| Banido de 1940 a 1991 |               |               |               |               |               |               |                   |
| 1993                  | 16.º          | 7 416         | 0,7           | 18,5          | 0 / 100       | 0             | Extra-parlamentar |
| 1995                  | Não concorreu | Não concorreu | Não concorreu | Não concorreu | Não concorreu | Não concorreu | Não concorreu     |
| 1998                  | 5º            | 123 056       | 12,9          | 12,2          | 14 / 100      | 14            | Governo           |
| 2002                  | 8.º           | 39 837        | 4,0           | 8,2           | 0 / 100       | 14            | Extra-parlamentar |
| 2006                  | 8.º           | 31 728        | 3,5           | 0,5           | 0 / 100       | 0             | Extra-parlamentar |
| 2010                  | 10.º          | 6 139         | 0,7           | 2,8           | 0 / 100       | 0             | Extra-parlamentar |
| 2011                  | 11.º          | 2 531         | 0,3           | 0,4           | 0 / 100       | 0             | Extra-parlamentar |
| 2014                  | Não concorreu | Não concorreu | Não concorreu | Não concorreu | Não concorreu | Não concorreu | Não concorreu     |
| 2018                  | 14.º          | 1 735         | 0,2           | 0,1           | 0 / 100       | 0             | Extra-parlamentar |

### Eleições europeias
| Data | Cl.           | Votos         | %             | Deputados     | +/-           |
| ---- | ------------- | ------------- | ------------- | ------------- | ------------- |
| 2004 | 7.º           | 27 468        | 4,8           | 0 / 9         | 0             |
| 2009 | 9.º           | 30 004        | 3,8           | 0 / 8         | 0             |
| 2014 | Não concorreu | Não concorreu | Não concorreu | Não concorreu | Não concorreu |
| 2019 | Não concorreu | Não concorreu | Não concorreu | Não concorreu | Não concorreu |